# Ethernet

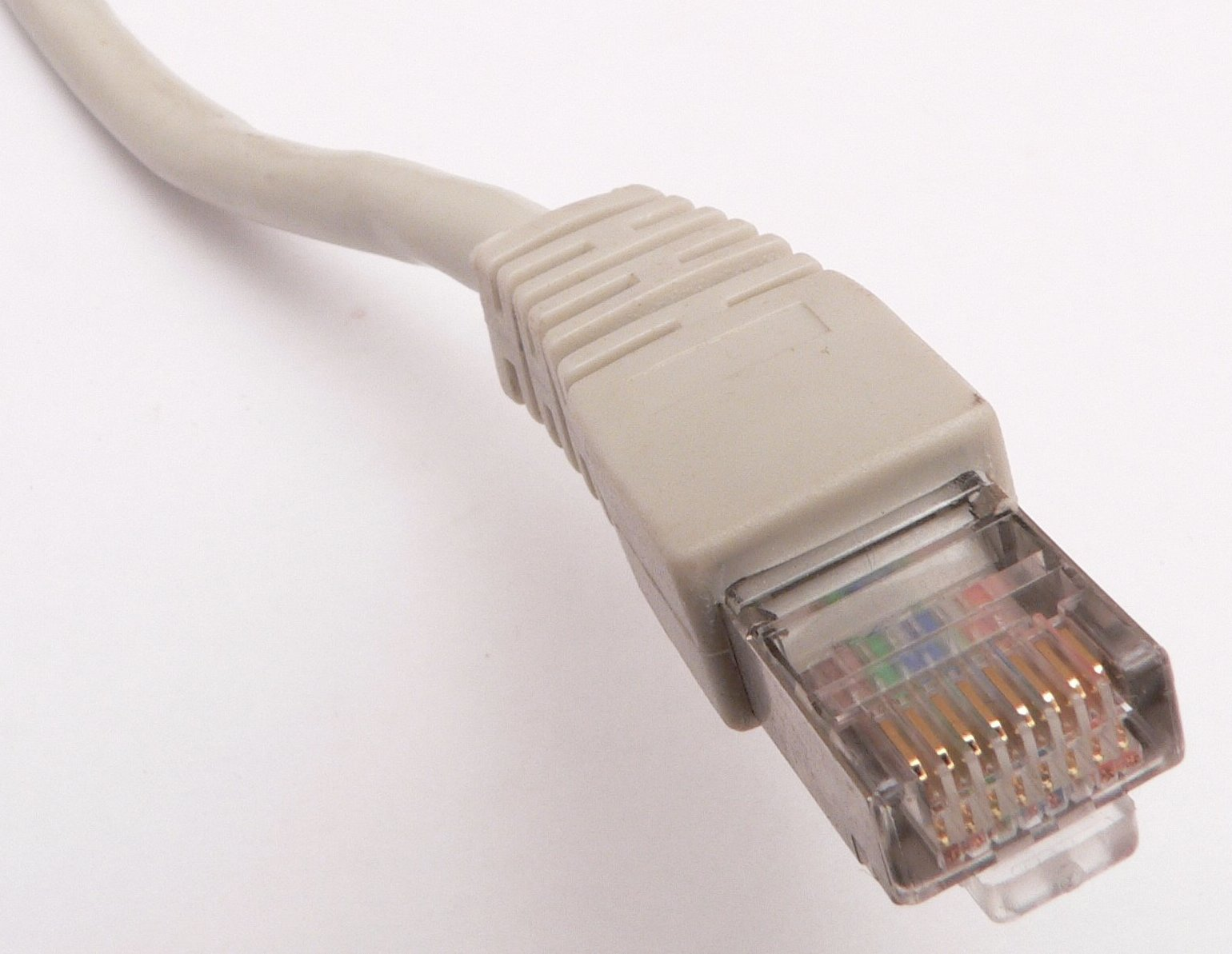
En ethernetkabel av typen "RJ-45"/8P8C

Ethernet är en samling standardiserade metoder för att anordna datorkommunikation via kabel med hög hastighet mellan datorer primärt i ett lokalt datornätverk, oftast inom samma fastighet, och är ursprungligen konstruerat av Xerox Corporation år 1976. Ganska snabbt kom Digital Equipment och Intel med i arbetet, och denna trio av företag som framförde Ethernet förkortades DIX.
Ethernet standardiseras av IEEE. Standarderna i familjen IEEE 802.3 anger signalering över olika media, det vill säga någon form av koppar- eller fiberkabel. Utöver IEEE 802.3 finns även en standard för logisk länkkontroll LLC (standardiserad i IEEE 802.2), som specificerar flödeskontroll, adressering via MAC-adresser och inkapsling. Denna standard garanterar ett enhetligt beteende för alla Ethernetvarianter i förhållande till överliggande nätverkslager. Standarden IEEE 802.2 används också bland annat av Token Ring (IEEE 802.5).

## Topologier
Ethernet kan implementeras som bussnät av typen CSMA/CD. Ursprungligen var all Ethernet av denna typ, vars främsta nackdel är att kollisioner minskar nätverkets prestanda, så att det försämras ju mer det belastas. Andra samtida tekniker, såsom Token Ring och FDDI hade inte det problemet. Genom sin enkelhet, fler leverantörer och lägre kostnad kom Ethernet trots detta att successivt växa till den dominerande typen av nätverk under 1980-talet, till att under 1990-talet helt ha konkurrerat ut dessa.
Ethernet kan också implementeras som stjärnnät eller utvidgat stjärnnät. Stjärnnäten blev det vanliga i samband med att man övergick från koaxialkabel till parkabel på 1990-talet.

## Medier
Ethernet använde under 1980-talet främst basband i koaxialkabel som medium och hade en överföringshastighet av 10 Mbit/s. Två typer av koaxkabel användes för Ethernet:
- 10Base5/802.3: ”tjock koax”, 1 cm diameter. Kan användas på avstånd upp till 1000 meter mellan noderna. Anslutningen sker med en Medium Attachment Unit (MAU) ihop med en Attachment Unit Interface (AUI).
- 10Base2/802.3a: ”tunn koax”, 5 mm diameter. Kan användas på avstånd upp till 185 meter mellan noderna. Kabeln kopplas in i nätverksnoderna med en BNC-kontakt.

Den vanligaste typen av kabel är numera (2013) partvinnad kabel med 8P8C-kontakter även kallat ”RJ-45” i folkmun. Nodavståndet är maximalt 100 meter. Den används bland annat i följande versioner av Ethernet:
- 10BaseT/802.3i: 10 Mbps.
- 100BaseTX/802.3u: 100 Mbps, Fast Ethernet. Kategori 5e kabel rekommenderas.
- 1000BaseT/802.3ab: 1 Gbps. Kategori 6 kabel rekommenderas.
- 10GBaseT/802.3an: 10 Gbps.

Ethernet kan också implementeras över fiberoptik, i hastigheter från 10 Mbps till 100 Gbps (endast experimentell status 2007). Fiberoptisk kabel tillåter nodavstånd mellan 500 meter och 100 km, beroende på typ.

## Utrustning
Utöver kablar och kontakter förekommer följande utrustning ofta på Ethernet:
- Repeaters, signalrepeterare (ej förstärkare) som jobbar på OSI-nivå 1, den fysiska. Numera föråldrad teknik.
- Hubbar, multiport-repeater som jobbar på OSI-nivå 1, den fysiska och ibland också kan hantera viss signaleringskontroll och koppla mellan skilda hastigheter. Numera en ytterst sällan använd teknik.
- Bryggor, multiport-repeater med selektiv förmedling av ramar som jobbar på OSI-nivå 2, datalänk.
- Switchar, multiport-repeater som jobbar på OSI-nivå 2, datalänk. Bryggor och switchar delar upp ett nätverk i nätverkssegment. Switchar kan idag också användas för att skapa Quality of Service (QoS) för vissa segment, skapa Virtuella lokala nätverk (VLAN). I switchade nät kan man också använda full duplex.
- Routrar, noder för vägval, som jobbar på OSI-nivå 3, nätnivån.

Det som elektronikhandeln felaktigt namngett "bredbandsdelare" eller "routrar" är i själva verket oftast en sammansättning av en router och switch samt ofta även en accesspunkt för trådlös kommunikation. Samt där routerdelen tillämpar NAT.
Bredband är också en felaktig benämning då det är frågan om hög överföringshastighet snarare än ett brett frekvensband. Men den fysiska överföringen kan utföras genom att nyttja ett brett frekvensspektrum såsom till exempel vid ADSL. Detsamma kan dock ej sägas för fiberkommunikation.